# Lipooksygenaza

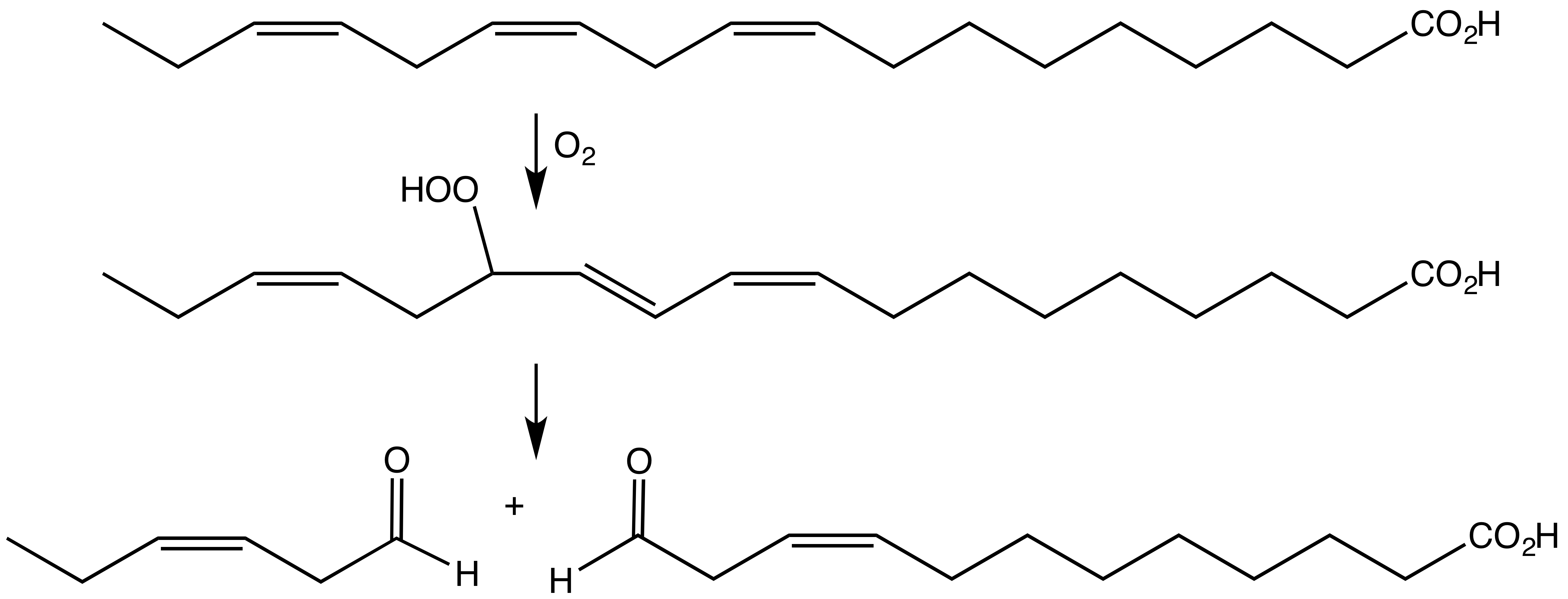
Przykład działania lipooksygenazy. Kwas α-linolenowy jest utleniany przez roślinną lipooksygenazę do wodoronadtlenku, który może zostać przekształcony dalej np. do odpowiednich aldehydów

Lipooksygenaza (EC 1.13.11.-)  – enzym z klasy oksygenaz katalizujący przyłączenie tlenu do jednego z wiązań podwójnych wielonienasyconych kwasów tłuszczowych, np. kwasu arachidonowego, linolowego lub oleinowego, powodując powstawanie reaktywnych wodoronadtlenków lub epitlenków. Np. ludzka 5-lipooksygenaza arachidonianu (EC 1.13.11.34) wytwarza leukotrien A4. 

Leukotrien A4

Lipooksygenazy ludzkie, działając poprzez leukotrieny i lipoksyny, wywołują takie procesy jak:
- skurcz oskrzeli
- wzrost przepuszczalności naczyń krwionośnych
- chemotaksja i aktywacja leukocytów
- regulacja procesów immunologicznych
- mają udział w reakcjach nadwrażliwości bezpośredniej (alergie).